# مهريان (خبريز)
مهریان (بالفارسية: مهریان) هي قرية تقع في إيران في قسم خبریز الريفي. يقدر عدد سكانها بـ 238 نسمة بحسب إحصاء 2016.